# Drei Männer im Schnee (Operette)
Drei Männer im Schnee ist eine Revueoperette von Thomas Pigor nach dem Roman Drei Männer im Schnee von Erich Kästner mit Musik von Konrad Koselleck, Christoph Israel, Benedikt Eichhorn und Thomas Pigor. Das Stück wurde am 31. Januar 2019 unter der Regie von Josef Ernst Köpplinger am Staatstheater am Gärtnerplatz in München uraufgeführt. Es ist ein Auftragswerk des Theaters.
Die musikalische Leitung hatte Andreas Kowalewitz, die Orchestrierung übernahm Konrad Koselleck, die kreative Mitentwicklung übernahm Michael Alexander Rinz.

## Inhalt
Weihnachten 1932. Am Morgen des Heiligen Abends beschert Eduard Tobler verkleidet als Weihnachtsmann seine Mitarbeiter und deren Kinder (Weihnachtsfeier). Gleichzeitig verkündet er die Gewinner eines Preisausschreibens – den arbeitslosen Werbefachmann Dr. Fritz Hagedorn und einen Herrn Schulze, postlagernd. Hagedorn wünscht sich statt des Gewinns lieber eine Anstellung, zumindest aber eine Barauszahlung des Gewinns, kann jedoch die Tochter Toblers, Hilde, die er für eine subalterne Angestellte hält, nicht dafür gewinnen (Fräulein Hilde). Auf dem Heimweg informiert Hagedorn seine Mutter telefonisch, dass er „nur“ eine Reise nach Tirol in ein Luxushotel gewonnen hat (Danke sagen). Am Abend in der Villa des Industriellen Tobler berichtet dieser seiner Tochter und der Hausdame Kunkel, dass der postlagende Schulze doch auf der Feier anwesend gewesen sei. Schulze ist er selbst (Schulze). Er verkündet, als armer Mann verkleidet auch in das Luxushotel zu reisen und seine Studien zu machen. Begleitet wird er von seinem Kammerdiener Johann, der sich als reicher Reeder ausgeben soll. Hilde versucht ihren Vater zu einem Geschäft mit dem Emir von Bahrein zu überzeugen, dringt aber nicht durch. Kunkel informiert das Hotel über den exzentrischen Millioniär, damit er trotz Verkleidung angemessen behandelt wird.
Das Grandhotel Bruckbeuren in den Tiroler Alpen ist über Silvester der Treffpunkt der europäischen High Society (Grandhotel Bruckbeuren). Der Portier Polter (Es ist immer ein bisserl das Herz dabei) verwechselt jedoch Schulze (Tobler) und Hagedorn. Während letzterer in der Luxussuite einquartiert wird, muss Schulze eine Mädchenkammer unter dem Dach beziehen. Hagedorn, den alle für den Millionär halten, wird von der aufdringlichen Frau Calabré umgarnt (Ich pass‘ mich an). Tobler/Schulze hingegen, den alle für einen armen Menschen halten, wird während dessen für allerlei niedrige Arbeiten herangezogen, was insbesondere dem Kammerdiener Johann Kesselhuth sehr unangenehm ist. Der Skilehrer Toni Graswander gibt einen Anfänger-Skikurs (Skifahr'n im Schnee), während Schulze Besorgungen im Dorf macht. Schulze und Hagedorn freunden sich beim Kehren der Eisbahn an, während der Kammerdiener Johann in der Rolle des Reeders verspricht, sich für einen Job für Hagedorn in den Toblerwerken einzusetzen. Das Kehren findet seinen Höhepunkt beim Bau des Schneemanns Kasimir (Drei Männer im Schnee). Währenddessen erfährt Kunkel, dass sich Frau Calabré an den vermeintlichen Millionär heranmacht. Hilde und Kunkel reisen an und lassen sich als engere Verwandtschaft in die Suite des Millionärs einquartieren. Kunkel, die mit Tobler eine heimliche Affäre unterhält, ist eifersüchtig (Eduard, wo biste?). Am Abend steigt der Silvesterball (Halbfinale – Der einunddreißigste Dezember) und alle freuen sich auf ein glückliches 1933.
Am Neujahrsmorgen sind alle verkatert. Die Damen und Herren kommen aus falschen Hotelzimmern. Die Nacht muss heiß gewesen sein. Schulze saugt den Flur, wird von Hilde entdeckt und wieder mit dem Vertrag mit dem Emir konfrontiert (Emir von Bahrein). Hilde, die nun weiß, dass Polter den falschen für den Millionär hält und die Nacht in dessen Suite verbracht hat, stellt den Portier zur Rede. Dieser empfiehlt ihr, den Vormittag auf dem Berg Wolkenstein zu verbringen, bis ein Zimmer für sie bereit ist (Der Berg ist leer). Kunkel, die nun alle Claudia nennen, muss wohl eine orgiastische Nacht verbracht haben (Guten Morgen, Claudia). Hagedorn, der sich bei Beppi beschwert, dass da „Damen“ in seiner Suite waren, wird von den Zimmermädchen auch auf den Wolkenstein geschickt. In der Gondel trifft er auf Frau Calabré, die aggressiv ein erotisches Abenteuer von ihm fordert (Panorama der Sünde). Als er sich dem verweigert, wirft sie seine Pläne von Erfindungen, die sie am Abend Kesselhuth gestohlen hatte, aus der Gondel. Hagedorn sieht seine Zukunft schwinden. Hilde echauffiert sich auf dem Wolkenstein über die Sturheit ihres Vaters (Das ist doch der Gipfel). Die Kinder aus dem Ort sind ebenfalls auf dem Wolkenstein und mischen die Erwachsenen auf (Schneeballschlacht). Hagedorn und Hilde wollen sich wieder aus dem Weg gehen, treffen sich aber in der Gondel. Endlich haben sie Zeit, miteinander zu reden. Es kommt ein Gewitter auf, die Seilbahn bleibt stehen und die beiden kommen sich näher und träumen von einer glücklichen, glanzvollen Zukunft in 10 Jahren, dem Jahr 1943 (Fragen wir doch einfach mal den Wolkenstein). Toni, der die Nacht bei Kesselhuth im Zimmer verbracht hat, träumt davon, der Enge des Bergdorfs zu entfliehen, vielleicht nach dem entfernten Innsbruck. Johann will ihm Berlin zeigen (In Berlin, am schönen Nollendorfplatz). Tobler macht sich Sorgen um Hilde, die in der Gondel feststeckt. Kunkel geht es ebenso, und nun erfährt auch Johann von der geheimen Beziehung zwischen dem Industriekapitän und der Hausdame. Hagedorn schwärmt nun seinem Freund Schulze von der Subalternen vor. Er soll das Einverständnis zu dieser Liebe bei Kasimir einfordern (Komm unter die Laterne, süße kleine Subalterne). Zum Schluss klären sich alle Verwechslungen auf, die Paare kommen zusammen und der Emir bekommt den Vertrag über Kühlschränke (Finale).

## Ensemble der ersten Spielzeit (München, ab 31. Januar 2019)

### Besetzung
- Regie: Josef Ernst Köpplinger
- Musikalische Leitung: Andreas Kowalewitz
- Licht: Josef E. Köpplinger, Michael Heidinger
- Choreografie: Adam Cooper
- Bühne: Rainer Sinell
- Kostüme: Dagmar Morell
- Dramaturgie: Michael Alexander Rinz

### Darsteller
- Erwin Windegger: Eduard Tobler
- Julia Klotz: Hilde Tobler, seine Tochter
- Armin Kahl: Dr. Fritz Hagedorn
- Alexander Franzen: Johann Kesselhuth, Toblers Kammerdiener
- Dagmar Hellberg: Claudia Kunkel, Hausdame bei Toblers
- Eduard Wildner: Portier Polter
- Frank Berg: Hoteldirektor Kühne
- Sigrid Hauser: Frau Calabré
- Peter Neustifter: Toni Graswander
- Stefan Bischoff: Sepp Graswander

## Rezeption
Markus Thiel vom Münchner Merkur schreibt zum Stück: „So retro, so sympathisch staubig war’s am Gärtnerplatz schon lange nicht mehr.“ und „Alles drin, von der aufjodelnden Klarinette im Vorspiel über den Walzer im grauen Moll, Ragtime, Swing, Ufa-Sound bis zur großen Personality-Nummer […]. Instrumentiert und arrangiert ist das so augenzwinkernd, so frech, so fantasiereich, dass Dirigent Andreas Kowalewitz und das dauermuntere Orchester leichtes Spiel haben“.
Mit „Zum Dahinschmelzen“ betitelt die Süddeutsche Zeitung die Premierenkritik.

## Weitere Inszenierungen
- 2022: Musiktheater im Revier Regie: Sandra Wissmann[3]